# Kathetostoma
Kathetostoma – rodzaj ryb z rodziny skaberowatych.

## Klasyfikacja
Gatunki zaliczane do tego rodzaju:

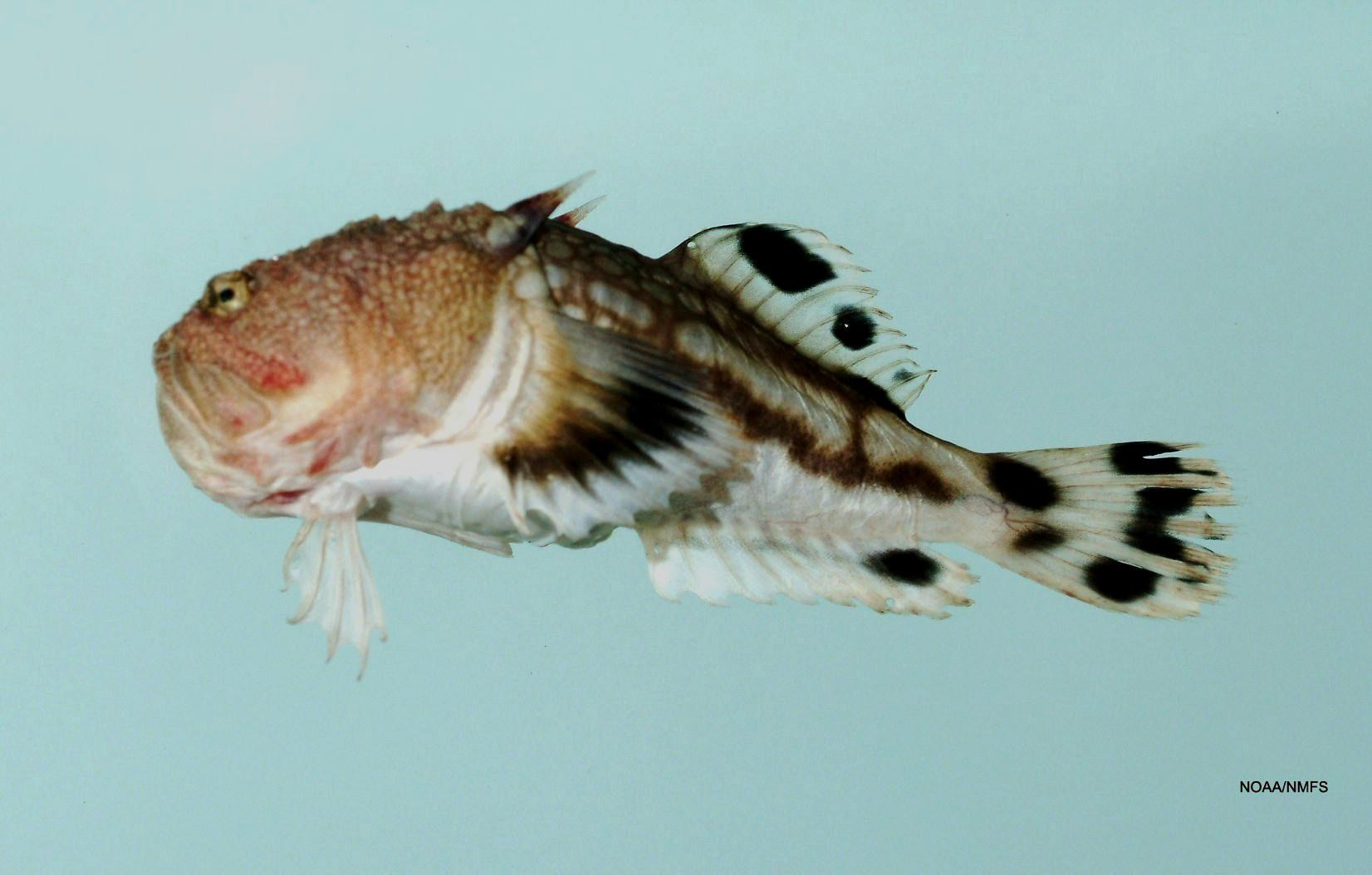
Kathetostoma albigutta
- Kathetostoma averruncus
- Kathetostoma binigrasella
- Kathetostoma canaster
- Kathetostoma cubana
- Kathetostoma giganteum
- Kathetostoma laeve
- Kathetostoma nigrofasciatum

- Kathetostoma albigutta